# Authaeretis
Authaeretis é um gênero de mariposa pertencente à família Crambidae.